# Kushiro, Hokkaidō
Kushiro (釧路市 Kushiro-shi) là một thành phố ven biển Thái Bình Dương, thuộc tỉnh Hokkaidō, Nhật Bản.
Thành phố Kushiro là trung tâm kinh tế, chính trị phía đông đảo Hokkaidō. Tại đây có ngân hàng Nhật Bản, cơ quan quản lý đảo Hokkaidō hay cơ quan quản lý địa phương phía đông đảo Hokkaidō như đặc khu xúc tiến tổng hợp Kushiro hay tòa án địa phương Kushiro.
Diện tích khu vực Kushiro đứng thứ 4 đảo Hokkaidō. Dân số thành phố lớn nhất trong khu vực phía đông đảo Hokkaido. Nhưng, từ năm 1984 trở đi dân số bắt đầu giảm. Từ ngày 1 tháng 4 năm 2014 (Bình Thành 26), toàn khu vực được coi như là khu vực thiểu số. Có cảng Kushiro được chọn là cảng quốc tế chiến lược (cảng hàng hóa ngũ cốc). Là thành phố công nghiệp ven biển khi có nhà máy chế tạo giấy, nhà máy dược phẩm, nhà máy thực phẩm và nhà máy phát điện v.v... Thêm vào đó, còn có sân bay Kushiro là sân bay duy nhất phía đông đảo mà có chuyến bay quốc tế định kỳ. Và, còn có 2 công viên quốc gia là công viên quốc gia Shitsugen Kushiro và công viên quốc gia Akan.

## Địa lý
Có vị trí nằm ở phía Nam khu vực phát triển chung Kushiro, phía đông Thái Bình Dương thuộc Hokkaido.
Ngoài hai con sông Kushiro và sông Akan chảy trong thành phố còn có HarHarrutori và hồ Akan. Thành phố Kushiro cũ nằm ở khu vực tương đối bằng phẳng, phần lớn không có núi. Nhưng, sau khi sáp nhập thì có địa hình bao quanh khu vực Shiranuka. Trải dài xuống phía Tây (tham khảo kinh vĩ tuyến sáp nhập), bao gồm đồi núi như núi Akan thuộc khu vực Akan cũ ở phía Tây Bắc.
Phía Đông Bắc tiếp giáp với công viên quốc gia Shitsugen Kushiro, Các nhà dân được xây đến tận sát biên giới với khu Shitsugen Kushiro.
- Núi: núi Akan trống, núi Akan mái, núi Phú Sỹ Akan.
- Sông: sông Kushiro (sông Kushiro cũ), sông Kushiro mới (sông Kushiro), sông Akan, sông Shitakara, sông Beppo, sông Ninishibetsu, sông Setsuri, sông Asetsuri, sông Hoshigaura, sông Takikami, sông Betomae, sông Tottori, sông Numajiri.
- Hồ: hồ Akan, hồ Harutori, hồ Banketo, hồ Benketo, hồ Shunkushitakara
Khu vực Onbetsu cũ rộng 401,4 km². Phần trung tâm khu vực Kushiro kẹp giữa Shiranuka tách rời ra trở thành lãnh thổ quy mỗ lớn. Khu tự trị có lãnh thổ quy mô lớn như thế này ở Nhật rất ít.

## Khí hậu
Phong thỏ Thái Bình Dương phía Đông đảo Hokkaido đã tạo nên khí hậu của Kushiro. Nhận ảnh hưởng từ hàn lưu Kuril nên thông thường giá lạnh. Đặc biệt, vào mùa hè có nhiều ngày bị bao phủ bởi sương mù biển nên lạnh giá. Ngược lại, mùa thu, mùa đông, mùa xuân thời gian chiếu sáng ban ngày tương đối dài. Thời gian chiếu sáng ban ngày trong năm dài hơn cả ở Sapporo hay Tokyo. Thêm nữa, khu vực Akan trong lục địa có độ chênh lệch nóng lạnh rõ rệt. Lượng tuyết rơi nhiều hơn so với ở gần biển.
Do sương mù biển vào mùa hè nên ngày hè nóng 10 năm chỉ có 1 lần. Tuy nhiên, phần trong lục địa không chịu ảnh hưởng của sương mù biển nên ngày hè nóng kéo dài.
Vào mùa đông, chịu sự chi phối khí áp kiểu mùa đông là Tây cao Đông thấp nên ngày nắng kéo dài và không khí khô. Lượng tuyết rơi ít. Càng gần biển ngày mùa đông lạnh càng nhiều. Trung bình 1 năm có 44,7 ngày. Hơn nữa, phần trong lục địa do hiện tượng lạnh chiếu xạ nên nhiệt độ thấp nhất xuống đến âm 20 độ. 
| Khí hậu thành phố Kushiro (1981 - 2010)         |               |               |               |              |               |              |               |              |               |              |             |               |                 |
| Tháng                                           | 1             | 2             | 3             | 4            | 5             | 6            | 7             | 8            | 9             | 10           | 11          | 12            | Năm             |
| Kỷ lục nhiệt độ cao nhất °C (°F)                | 7.6 (45.7)    | 7.9 (46.2)    | 15.1 (59.2)   | 23.5 (74.3)  | 28.0 (82.4)   | 32.4 (90.3)  | 29.7 (85.5)   | 31.1 (88)    | 29.0 (84.2)   | 22.6 (72.7)  | 18.7 (65.7) | 12.4 (54.3)   | 32.4 (90.3)     |
| Nhiệt độ cao nhất bình quân °C (°F)             | −0.6 (30.9)   | −0.4 (31.3)   | 2.7 (36.9)    | 7.7 (45.9)   | 12.0 (53.6)   | 15.2 (59.4)  | 18.6 (65.5)   | 21.2 (70.2)  | 19.7 (67.5)   | 14.8 (58.6)  | 8.7 (47.7)  | 2.5 (36.5)    | 10.17 (50.33)   |
| Nhiệt độ bình quân ngày °C (°F)                 | −5.4 (22.3)   | −4.7 (23.5)   | −0.9 (30.4)   | 3.7 (38.7)   | 8.1 (46.6)    | 11.7 (53.1)  | 15.3 (59.5)   | 18.0 (64.4)  | 16.0 (60.8)   | 10.6 (51.1)  | 4.3 (39.7)  | −1.9 (28.6)   | 6.2 (43.2)      |
| Nhiệt độ thấp nhất bình quân °C (°F)            | −10.4 (13.3)  | −9.9 (14.2)   | −4.9 (23.2)   | 0.3 (32.5)   | 5.0 (41)      | 9.0 (48.2)   | 12.8 (55)     | 15.5 (59.9)  | 12.3 (54.1)   | 5.5 (41.9)   | −0.8 (30.6) | −7.1 (19.2)   | 2.28 (36.09)    |
| Kỷ lục nhiệt độ thấp nhất °C (°F)               | −28.3 (−18.9) | −27.0 (−16.6) | −24.8 (−12.6) | −14.1 (6.6)  | −4.6 (23.7)   | −0.4 (31.3)  | 3.3 (37.9)    | 5.4 (41.7)   | −2.2 (28)     | −6.9 (19.6)  | −15.2 (4.6) | −25.7 (−14.3) | −28.3 (−18.9)   |
| Lượng mưa mm (inch)                             | 43.2 (1.701)  | 22.6 (0.89)   | 58.2 (2.291)  | 75.8 (2.984) | 111.9 (4.406) | 107.7 (4.24) | 127.7 (5.028) | 130.8 (5.15) | 155.6 (6.126) | 94.6 (3.724) | 64.0 (2.52) | 50.8 (2)      | 1,042.9 (41.06) |
| Lượng tuyết rơi cm (inch)                       | 44 (17.3)     | 34 (13.4)     | 43 (16.9)     | 9 (3.5)      | 0 (0)         | 0 (0)        | 0 (0)         | 0 (0)        | 0 (0)         | 0 (0)        | 5 (2)       | 27 (10.6)     | 162 (63.7)      |
| Thời gian chiếu sáng ngày trong tháng bình quân | 182.0         | 181.9         | 200.6         | 181.9        | 188.3         | 129.3        | 107.4         | 127.1        | 149.7         | 180.9        | 166.6       | 173.6         | 1,969.5         |
| Trích dẫn: cục khí tượng                        |               |               |               |              |               |              |               |              |               |              |             |               |                 |

| Khí hậu bình quân năm 1961 – 1990 ở Kushiro (đài khí tượng địa phương Kushiro cũ – khu Nusumai) |

Dân số
Dịch chuyển dân số của Kushiro （khu vực tương đương）
| Năm1970  | 204,793 người |  |
| Năm 1975 | 219,180 người |  |
| Năm 1980 | 227,234 người |  |
| Năm 1985 | 226,097 người |  |
| Năm 1990 | 216,423 người |  |
| Năm 1995 | 209,680 người |  |
| Năm 2000 | 201,566 người |  |
| Năm 2005 | 190,478 người |  |
| Năm 2010 | 181,206 người |  |

Theo điều tra của cục thống kê bộ nội vụ và truyền thông
Tính đến cuối tháng 9 năm 2009 (bao gồm cả người ngoại quốc)
- Tổng số: 187,611 người
- Số hộ gia đình: 93,570 hộ
Tên gọi của thành phố từ trước đến nay
Tên gọi thành phố từ trước đến này có nhiều giả thuyết như dưới đây trong tiếng dân tộc Ainu. Nhưng, không chắc chắn cái nào.
- Kusuri: thuốc
- Kutsuchiyaro: nơi giống cổ họng
- Kushibetsu: Con sông có thể thông qua
- Kushiru: Đường đi
Quá trình phát triển
- Năm 1960: Phiên vương Matsumae trấn giữ đặt tên là Kusuri
- Năm 1799: đền thờ đảo Kushiro được lập
- Có thuyết là thời Mặc phủ Edo đã cai quản trực tiếp
- Năm 1869: Đổi tên từ Kusuri sang thành Kushiro
- Năm 1880: Thành lập ủy ban hộ tịch
- Năm 1891: Thành lập đền thờ Tottori
- Năm 1897: Mỏ than Yasuda được khai thác
- Năm 1900: Chế độ thôn xã 1 cấp được thành lập. Lập ra thị trấn Kushiro
- Năm 1901: Nhà máy chế tạo giấy Maeda - xưởng bột giấy đầu tiên của Hokkaido hoạt động
- Năm 1906: Cửa hàng bách hóa Marusan Tsuruya được mở cửa
- Năm 1908: Nhà thơ Ishikawa Takuboku đến thăm để làm tổng biên tập báo Kushiro (hiện tại là báo Hokkaido). Tờ báo tồn tại 76 ngày.
- Năm 1909: Có điện thoại. Có thể sử dụng điện.
- Năm 1917: Nhà ga Kushiro chuyển đến vị trí hiện tại. Ga cũ Kushiro chuyển thành ga Yoko Kushiro chuyên vận chuyển hàng hóa.
- Năm 1919: Thành lập trường cao đẳng nữa sinh của Hokkaido (sau là trường thương mại Kushiro).
- Ngày 1 tháng 7 Năm 1920: Hokkaido chuyển sang quy chế hành chính quận. Trở thành quận Kushiro.
- Năm 1920: Sáp nhập mỏ than Kimurakumi và mỏ than Mitsui Kushiro thành mỏ than Thái Bình Dương.
- Ngày 1 tháng 8 Năm 1922: Quy chế thành phố được thành lập. Trở thành thành phố Kushiro.
- Năm 1927: Đường nước được mở.
- Năm 1935: Sếu đầu đỏ được ghi nhận trở thành loài thú quý hiếm quốc gia.
- Ngày 14, 15 tháng 7 năm 1945: Mỹ không kích làm chết 192 người. Nhà cháy đổ mất 1618 hộ. Người bị nạn: 6211 người. Người bị thương: 273 người. Phần trung tâm thành phố cháy tan hoang. Khu Sakae nhận thiệt hại hủy diệt sau chiến tranh đã được công viên hóa. Sau khi đình chiến, Stalin và Truman đã đưa ra đề án "cho quân Liên Xô tiến quân đến vĩ tuyến Bắc nối Rumoi với Kushiro". Nhưng, Truman từ chối.
- Ngày 10 tháng 10 năm 1949: Hợp nhất với thị trấn Tottori, sáp nhập một phần của xã Shiranuka.
- Năm 1949: Phân hiệu Kushiro thuộc đại học Hokkaido (hiện tại là trường Kushiro đại học sư phạm Hokkaido) được thành lập
- Ngày 4 tháng 3 Năm 1952: Động đất Tokachioki phát sinh
- Tháng 10 năm 1952: Ngân hàng Nhật Bản chi nhánh Kushiro được thành lập
- Tháng 8 năm 1954: Nổ khí ga mỏ than Thái Bình Dương
- Tháng 10 năm 1959: Nhà máy giấy Honshu xưởng Kushiro (hiện tại là nhà máy giấy Oshi) bắt đầu hoạt động.
- Năm 1961: Ga Kushiro được cải tạo thành ga công cộng
- Ngày 20 tháng 7 năm 1961: Sân bay Kushiro được mở cửa.
- Năm 1964: Cải tạo thành phố lập ra tuyến phố chính Kita ooki.
- Năm 1967: Mở trung tâm thể thao Kushiro.
- Ngày 31 tháng 8 năm 1967: Nổ khí ga mỏ than Thái Bình Dương
- Ngày 16 tháng 5 năm 1968: Động đất Tokachioki năm 1968
- Ngày 1 tháng 10 năm 1975: Vườn thú Kushiro được thành lập
- Ngày 1 tháng 7 đến 20 tháng 8 năm 1978: Triển lãm hoạt động trẻ em Hokkaido tại cảng phía Tây Kushiro
- Tháng 7 năm 1987: Khu đầm lầy Shitsugen Kushiro được công nhận là công viên quốc gia thứ 28
- Tháng 4 năm 1988: Đại học công lập Kushiro được thành lập
- Ngày 14 tháng 7 năm 1989: Khu phức hợp thương mại MOO (Marine Our Oasis) được thành lập
- Ngày 15 tháng 1 năm 1993: Động đất Kushiro Oki
- Năm 1993: Thành lập Trung tâm giao lưu du lịch quốc tế thành phố Kushiro sử dụng đa mục đích trong nhà
- Ngày 4 tháng 10 năm 1994: Động đất ngoài khơi phía đông Hokkaido.
- Năm 2001: Phục hồi tên gọi sông Kushiro sau 34 năm
- Ngày 7 tháng 12 năm 2001: Đề án đóng cửa mỏ than Thái Bình Dương